# Siewierz
Siewierz is een stad in het Poolse woiwodschap Silezië, gelegen in de powiat Będziński. De oppervlakte bedraagt 38,22 km², het inwonertal 5560 (2005).

## Verkeer en vervoer
- Station Siewierz